# 崎田村
崎田村（さきたむら）は、石川県河北郡にあった村。現在の金沢市才田町・忠縄町にあたる。

## 地理
- 湖沼 ： 河北潟
- 河川 ： 森下川

## 歴史
- 1889年（明治22年）4月1日 - 町村制の施行により、才田村及び忠縄村の区域をもって、崎田村が発足する。
- 1907年（明治40年）8月10日 - 花園村、崎田村及び田近村が合併して、改めて花園村が発足する。